# 张德成
张德成（？—1900年），直隶新城人，清朝天津义和团首领。

## 生平
1846年，张德成出生于高碑店白沟河畔一户船夫家庭。自幼操船业。1898年10月，赵三多、阎书勤等在山东直隶边界地区发动义和团后，华北平原各地设坛练拳之风渐次兴起。1900年5月，在刘连胜等人的支持下，张德成在天津静海县独流镇设立“义和神团天下第一坛”，并任第一坛坛主。由于他往来江湖，广结社交，远近百姓纷纷归附，加入者达5000余人。继而又在杨柳青、天津西郊等地设坛10余处，总人数2万人。建立北中南三个坛口。他的“天下第一团”成为义和团运动中实力最强，影响最大的队伍之一。八国联军进攻大沽口，张德成率领五千人乘坐十只木船到天津，和曹福田攻打联军占据的火车站。直隶总督裕禄请他们到总督衙门，与聂士成、马玉昆讨论守卫天津。7月13日，八国联军一万余人进攻天津，张德成率团民和部分清军参加了南门保卫战。14日，天津陷落，张德成率親信搶掠軍餉後逃出北京。
8月，张德成率部分团民到王家口（今王口镇）向富户筹集粮饷，離開時遭到王家口劉義鶴與紅槍會的武装搶劫，结果義和團團民被擊潰，张德成被杀，其尸体被抛入子牙河中。羅惇曧《拳變餘聞》與《清朝秘史》則說張德成逃至王家口，向鹽商索取供應，鹽商宴請，德成裝模作樣，說菜做的不潔淨，推席而起，破口大罵。鹽商不能堪，村人憤甚，一擁而入，擒住德成斫為肉醬。